# Top Cow Productions
Top Cow Productions es una editorial de cómics estadounidense fundada por Marc Silvestri en 1992. Sus títulos más populares son The Darkness, Witchblade y Postal.

## Historia

### Inicios
Durante los primeros años de Image Comics, que se fundó en 1992, el cofundador Marc Silvestri compartió un estudio con Jim Lee, donde creó su primer libro de cómics, Cyberforce, como parte de la alineación inicial de Image. Después de montar su propio estudio, Top Cow Productions, se expandió a otros cómics, lanzando Codename: Strykeforce, una nueva serie de Cyberforce y varios spin-offs.
La compañía atrajo a varios profesionales, incluidos el artista Brandon Peterson, el escritor Garth Ennis y el exmiembro de Marvel Comics David Wohl. También ayudó a lanzar las carreras de varios escritores y artistas, como Christina Z., Joe Benitez, Michael Turner y David Finch. Benitez, Turner y Finch ya han trabajado para DC Comics y Marvel Comics.
En 1996, Top Cow se separó brevemente de Image Comics durante una lucha de poder con el asociado de Image Rob Liefeld hasta que Liefeld abandonó la compañía poco después. Al mismo tiempo, Top Cow empezó a ahondar en el género de la fantasía. Las nuevas producciones fueron Witchblade y The Darkness. Gracias al éxito de Witchblade, Top Cow pudo expandirse y sumó a su línea títulos como Magdalena y Aphrodite IX, entre otros.

### Distribución digital

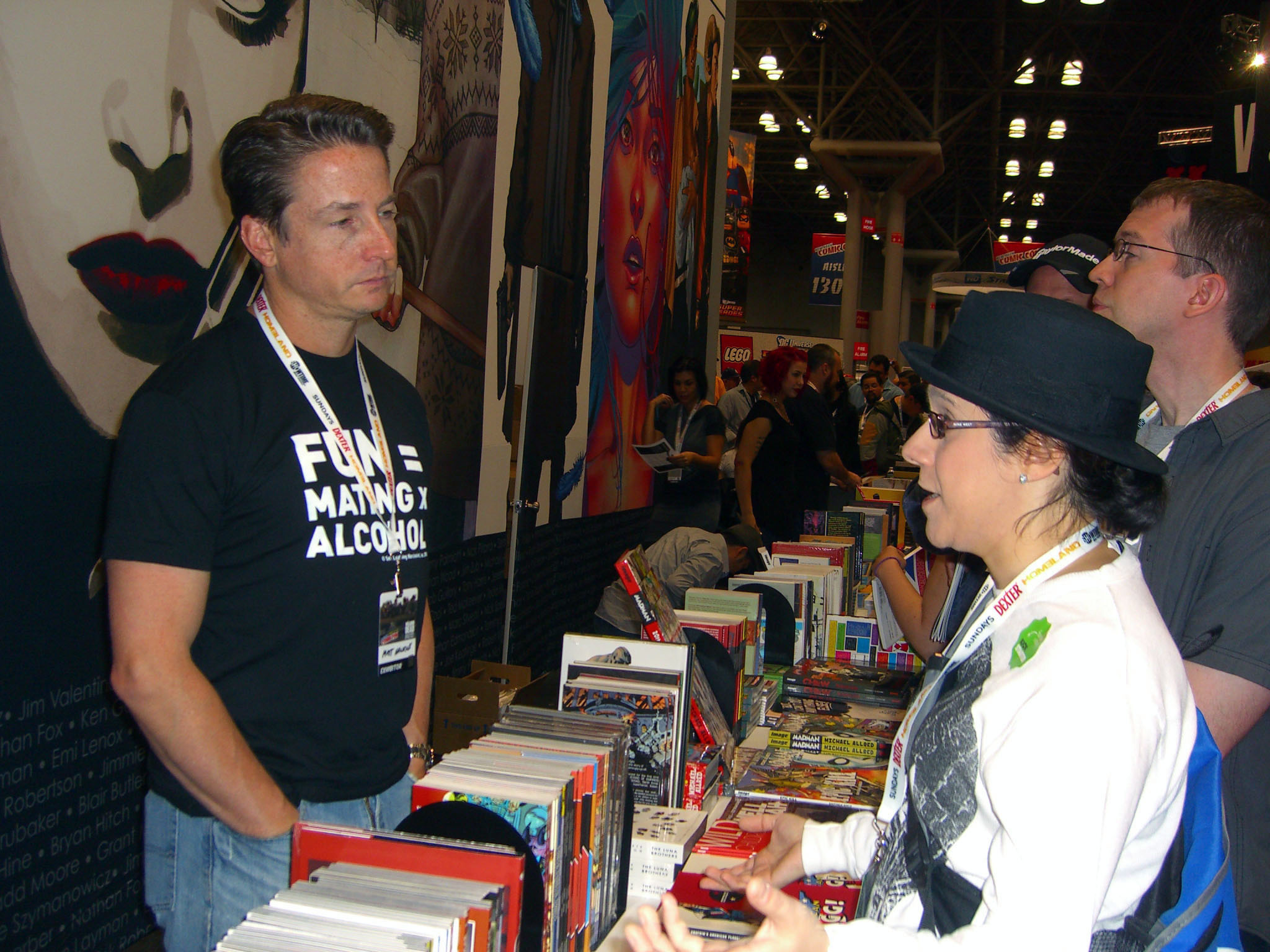
Matt Hawkins, presidente de Top Cow, en la Comic Con de Nueva York en 2012.

En 2006, Top Cow hizo un acuerdo comercial con Marvel Comics para usar varias de sus propiedades autorizadas en su propia serie, con personajes como Wolverine y The Punisher, que aparecen en crossovers. Además, como parte de este acuerdo, varios artistas de Top Cow proporcionaron tareas de arte en varias series de Marvel, como Tyler Kirkham, Mike Choi y el propio Silvestri. En la Comic Con celebrada en Nueva York en 2007 se anunció que Top Cow sería una de las primeras editoriales de cómics en ofrecer distribución en línea, a través de una asociación con IGN. Los títulos iniciales ofrecidos fueron Tomb Raider # 1-50, The Darkness # 1-50 y Witchblade # 1-50.